# Goëss (famiglia)

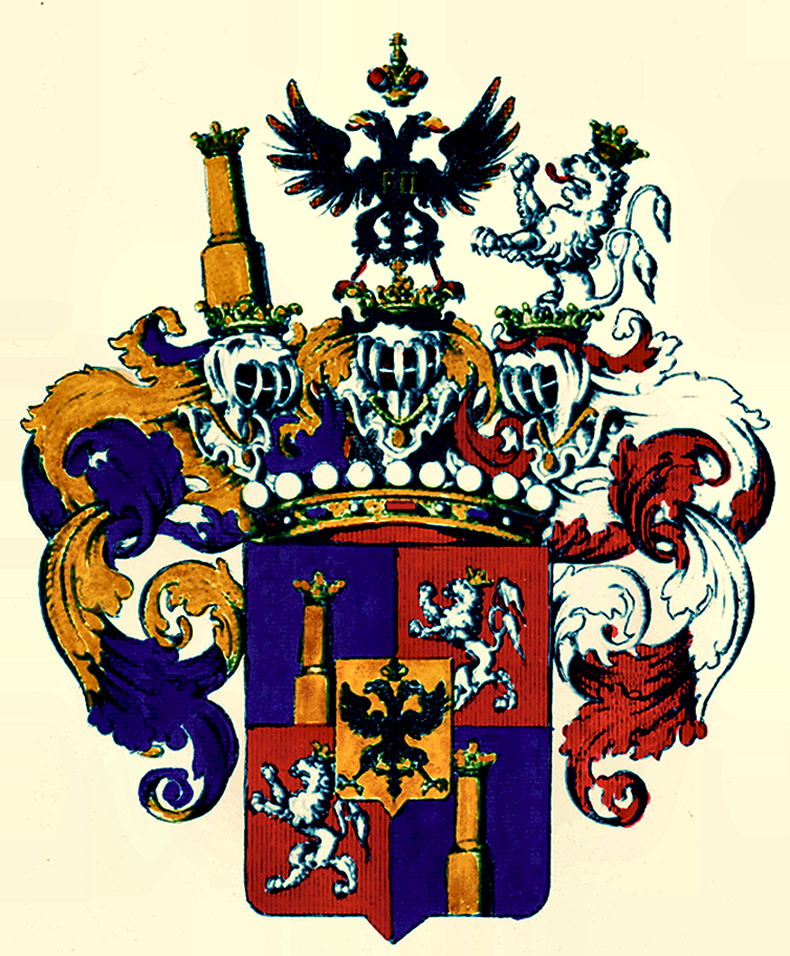
Stemma dei conti Goëss 1693

I conti di Goëss, baroni Karlsberg e Moosburg, sono originari del Portogallo e giunsero dalle Fiandre in Austria nel 1530. Il nome della famiglia maschile estinta nel 1634 fu tramandato a seguito di adozioni famigliari, prima a Johannes von Goes e da questo al nipote Johann Peter de Gheteren, che fu elevato nel 1693 a conte imperiale di Goëss. Da lui provengono dalle linee esistenti da oggi, che erano principalmente basate in Carinzia.

## Esponenti illustri

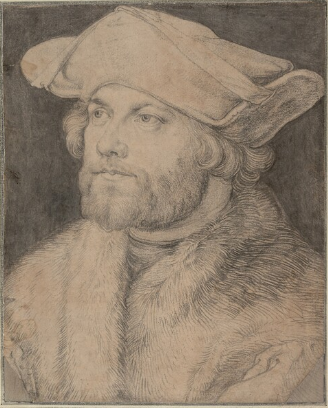
Damião de Góis

L'antenato della famiglia Goëss era Dom Amiã da Estrada di Santo Vincente da Barca, nelle Asturie (Spagna), che venne in Portogallo con il conte Enrico di Borgogna.
- Damião de Góis (1502-1574), storico portoghese
- Johann (Ulrich) de Goes (XVI secolo), tesoriere dell'imperatore Ferdinando II d'Asburgo[2]
- Johannes von Goes (1612-1696), cardinale
- Johann Peter Graf von Goëss (1667-1716), tesoriere imperiale
- Johann Anton Oswald Graf von Goëss (1694-1764), governatore della Carinzia
- Johann Karl Anton Count v. Goëss (1728-1798), generale
- Peter Goëss (1774-1846), giurista
- Johann Anton von Goëss (1816-1887)
- Zeno Vinzenz von Goëss (1846-1911), politico
- Leopold von Goëss (1848-1922), avvocato
- Leopold Goëss (1916-2005), giurista

## Possedimenti

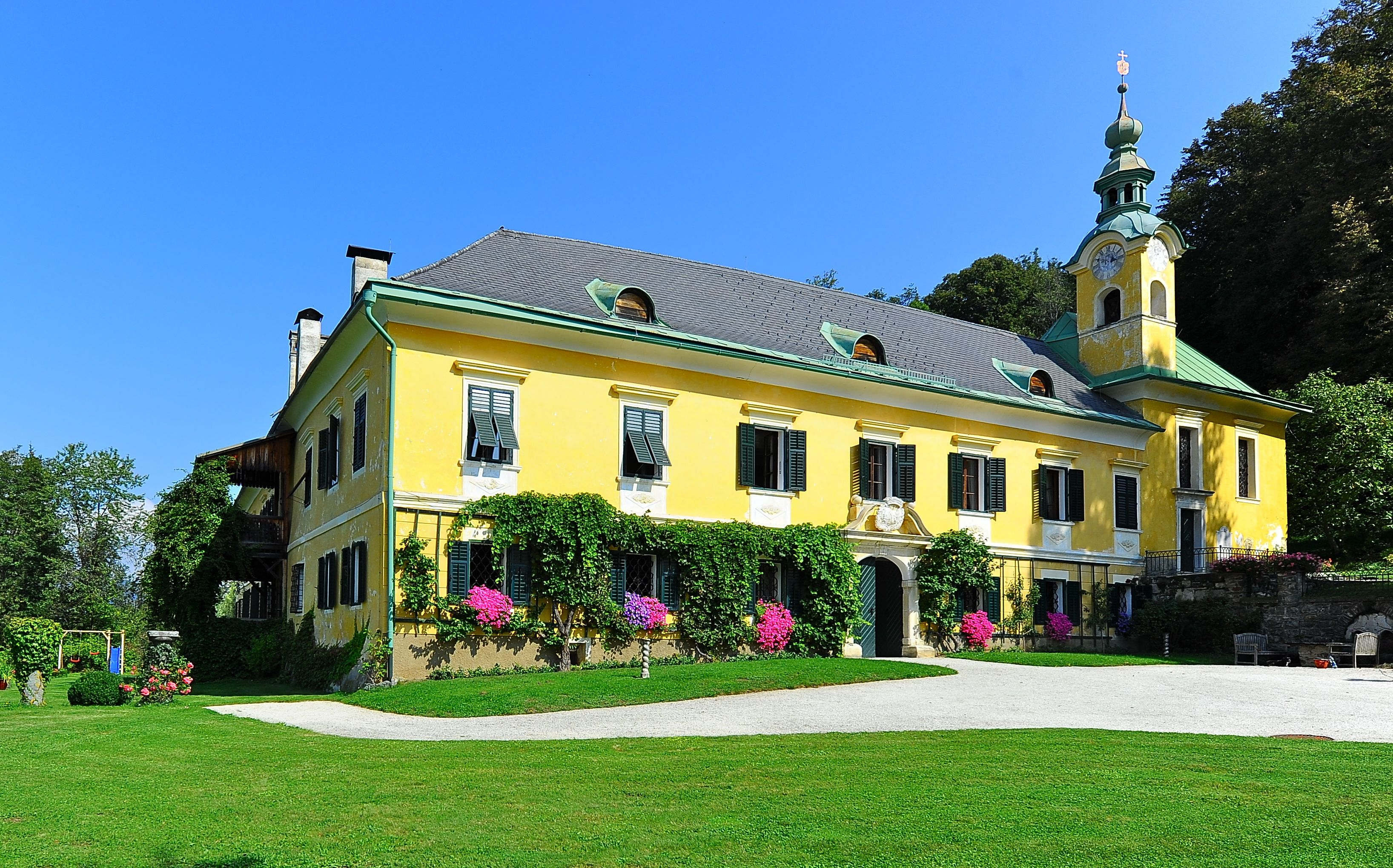
Castello Karlsberg

- Castel Karlsberg, in Sankt Veit an der Glan
- Castello Ebenthal, in Carinzia
- Castello Moosburg, in Carinzia
- Castello Kraiger, in Carinzia
- Castello di Gradisch, Feldkirchen in Kärnten
- Castello di Bockfließ
- Castello Tratzberg, Stans
- Palazzo Saurau, Graz
- Palazzo Goëss, Klagenfurt am Wörthersee
- Residenza Ansitz Manincor, Caldaro